# 歐克伍德大學
歐克伍德大學（英語：Oakwood University）是一所位於美國阿拉巴馬州亨茨维尔的基督復臨安息日會私立傳統黑人大學。歐克伍德大學擁有自己的基督教電台WJOU90.1 FM。2008年1月1日正式從歐克伍德學院改名升格為大學。

## 歷史
- 1896年，成立時名為歐克伍德工藝學校。
- 1904年，改名歐克伍德工藝訓練學校。
- 1917年，改名歐克伍德初級學院。
- 1943年，改名歐克伍德學院。
- 2008年，改名歐克伍德大學。

## 學術
2021年《美國新聞與世界報道》將其列在“南部地區大學排名”中的第41位。

### 認證
ACBSP，ADA-CADE，CSWE，NCATE，SAC。

## 外部連結
- 歐克伍德大學官方網站 （页面存档备份，存于）
- 全世界基督復臨安息日會機構列表 （页面存档备份，存于）